# Desiderius van de Longobarden
Desiderius van de Longobarden (ook bekend als Desiderius van Lombardije, Diederik van Lombardije, Didier in het Frans en Desiderio in het Italiaans; geboortedatum onbekend - 786) was de laatste koning der Longobarden. Hij regeerde van 756 tot 774.
Hij was vooral bekend in relatie tot Karel de Grote, die met zijn dochter trouwde en Desiderius uiteindelijk zijn koninkrijk ontnam.

## Troonsbestijging
Desiderius was oorspronkelijk hertog van Istrië en Toscane,
alsook een belangrijk officier aan het hof van koning Aistulf. Zijn titel luidde dux Langobardorum et comes stabuli, een rang vergelijkbaar met de Frankische titel dux Francorum. Na de dood van Aistulf in 756 streefde Desiderius ernaar hem op te volgen als koning. Aistulfs voorganger, Ratchis, keerde kort terug op de troon (756-757), maar Desiderius slaagde er vlot in hem te verdrijven, dit mede met de steun van Paus Stefanus II. Desiderius betrok zijn zoon Adalgis (in het Italiaans: Adelchi) als medekoning bij zijn bewind.

## Leven als koning
Bij zijn kroning beloofde Desiderius dat hij veel van de verloren pauselijke steden van de Heilige Stoel zou herstellen, in ruil voor pauselijke steun en erkenning van zijn koningschap. Deze goede verstandhouding lukte redelijk onder het pausdom van paus Paulus I (757-767), de broer van de overleden paus Stefanus II. Bij de dood van Paulus I ontaardde de situatie in Rome grondig: bloedvergieten en chaos heersten, mede doordat het pausdom een wereldlijke macht geworden was met aardse en andere bezittingen en een groot territorium. De hertog van Nepi zette zijn broer Constantinus op de paustroon - hoewel deze geen priester was - en koning Desiderius der Longobarden aarzelde niet een tegenpaus te benoemen: de monnik Filippus. Desiderius liet bovendien paus Constantinus vermoorden. In deze periode van chaos wenste de aartsbisschop van Ravenna een tweede kerkelijke staat op te richten in Ravenna. Met de benoeming van paus Stefanus III veranderde de kerkelijke politiek, met een terugkeer van de orde; bovendien voerde deze paus een pro-Byzantijnse politiek van méér Byzantijnse invloed in Italië. De Franken hoorden er dus niet meer bij. De verstandhouding tussen paus Stefanus III en Desiderius was zoek omdat de paus gekant was tegen het huwelijk van Desiderius' dochter Desiderata met de Frankische koning Karel de Grote. Dit huwelijk zou gearrangeerd zijn door Karels moeder Bertrada, die duidelijk Frankische toenadering zocht naar de Longobarden, over de Alpen heen.
Net als zijn voorganger Aistulf wilde Desiderius de macht van de Longobarden in heel Italië versterken. Dit bracht hem in conflict met de paus en zijn Byzantijnse bondgenoten, maar evengoed met de hertogen in het zuiden van Italië.

## Nieuwe paus Adrianus
Paus Stefanus III was aanvankelijk fel gekant tegen het huwelijk tussen Karel de Grote en Desiderius’ dochter, Desiderata. Dit huwelijk bleef kinderloos. Prinses 'Irmschart' van Pavia wordt door Wolfram von Eschenbach in zijn Willehalm als echtgenote van Aymerijn (Heimrich) van Narbonne en moeder van Willehalm van Orange opgevoerd. Later, tegen zijn dood in 772, stond de paus echter op goede voet met de ambitieuze Longobarden. De nieuwe paus, Adrianus I (772), zette Karel de Grote ertoe aan om Desiderata te verstoten, maar om een andere politieke reden dan de vorige paus. Paus Adrianus achtte het Longobardische rijk van Desiderius de grootste bedreiging voor zijn kerkelijke staat, eerder dan Karel de Grote of de Byzantijnen.
Karel de Grote brak met zijn moeder en stuurde Desiderata terug naar haar vader in Noord-Italië. De Longobarden waren hierover beledigd. Mogelijk uit wraak voor deze belediging nam Desiderius Gerberga, de weduwe van Karels broer Karloman I, in bescherming, die om onduidelijke reden weggevlucht was van het hof van Karel de Grote. Mogelijk vond Karlomans weduwe de overname van haar gebieden door Karel te bedreigend. De Longobard Desiderius schonk asiel aan haar en haar kinderen en erkende Gerberga's zonen als erfgenamen van het Karolingische deelkoninkrijk van de overleden Karloman (wat niet onlogisch is). Hij verklaarde tevens paus Adrianus I de oorlog omdat die weigerde Gerberga’s zonen tot koning te kronen. Desiderius drong vervolgens de Pauselijke staat binnen.
Deze zet bracht Desiderius in conflict met Karel de Grote die, na lang twijfelen, de kant van paus Adrianus I koos.

## Einde van een koninkrijk
In 773 leidden Karel en zijn oom Bernard elk een leger over de Alpen tegen de Longobarden. Karel drong binnen via de Col du Mont-Cenis en zijn oom via de Grote Sint-Bernhardpas. De Longobarden leden zware verliezen in Mortara en moesten zich terugtrekken in hun hoofdstad, Ticinum (het huidige Pavia). Desiderius' zoon Adelchis probeerde in Verona een leger op de been te brengen om zijn vader te hulp te komen, maar hij werd gedwongen te vluchten naar Constantinopel. Het beleg van Pavia duurde tot juni 774. Tijdens de winter van 773-774 dook Karel op in Rome, onverwacht en niet uitgenodigd. Van de paus vroeg hij vermoedelijk toestemming voor de eindstrijd met de Longobarden. Na 9 maanden belegering was de hoofdstad Pavia uitgehongerd en uitgeput. Uiteindelijk besloot Desiderius zich over te geven indien het leven van zijn soldaten en ondergeschikten zou worden gespaard. De troepen van Karel de Grote plunderden de Longobardische hoofdstad Pavia grondig. Desiderius werd na zijn overgave afgezet als koning. Karel de Grote liet hem niet executeren, maar verbande hem naar de abdij van Corbie in Picardië (hoewel sommige bronnen ook melden dat hij met zijn familie verbannen zou zijn naar Luik). Daar stierf hij uiteindelijk rond 786.

## Epiloog
-De Frankische koning Karel de Grote werd later tot koning der Longobarden uitgeroepen; volgens historici werd Karel nooit gekroond met de typische IJzeren Kroon van de Longobarden. Karels reis in 774 naar Rome hield de bespreking in van een veel groter project dan alleen de onderwerping van de Longobarden: de hernieuwde samenwerking tussen de Pauselijke Staat en het Frankenrijk en nog méér gebiedsuitbreiding, wat Karel later de titel zal opleveren van Gubernans Imperium Romanum. Dit betekent zoveel als keizer van het Westen (800).
-De gevluchte Karolingische koningin-weduwe Gerberga en haar twee zonen werden gearresteerd in Verona, waaruit Adalgis, zoon van Desiderius, weggevlucht was. Hierna is geen spoor meer vernomen van de nazaten van Karels broer Karloman.
-De Longobardische hertogdommen in Zuid-Italië werden weliswaar niet veroverd, maar werden bondgenoten van Karel de Grote. De Longobardische prins Arechis II, en nadien zijn zoon Grimoald III van Benevento, werden Frankische vazallen. Grimoald III zou later een Byzantijnse invasie afweren. Die invasie in Zuid-Italië stond onder leiding van Adalgis, die uit wraak voor de nederlaag van Pavia het Longobardenrijk van zijn vader voor zich wilde heroveren, met Byzantijnse steun. Tevergeefs.